# Bghai jezici
Bghai jezici, jedna od četiri podskupine karenskih jezika koja čini dio šire skupine sgaw-bghai. Sastoji se od tri uže skupine, to su istočna s jezicima lahta karen [kvt] i kayan [pdu]; zapadna s jezikom geba karen [kvq] i neklasificirane jezike bwe karen [bwe] i geko karen [ghk].
Najznačajniji među njima je kajanski jezik s 40.900 govornika (1983). Rašireni su u Mianmaru po državama Shan i Kayah

## Vanjske poveznice
- Ethnologue (14th)
- Ethnologue (15th)